# Colonne Sainte Anne
La colonne Sainte Anne, en allemand Annasäule, est une colonne commémorative de la ville d'Innsbruck, dans le Tyrol, en Autriche. Située sur Maria-Theresien-Straße, dans le centre-ville, elle mesure treize mètres de haut avec à son sommet une statue de la Vierge Marie. Elle a été construite en 1706 pour remercier sainte Anne, figurée par l'une des quatre statues de saints présentes sur son socle, de la libération du Tyrol le 26 juillet 1703. Ce jour-là, jour de la sainte Anne, au terme d'un soulèvement connu en allemand sous le nom de Bayrischer Rummel, la région s'était garantie d'une invasion par l'électorat de Bavière, dans le cadre de la guerre de Succession d'Espagne.